# Silberner Bär/Beste Schauspielerische Leistung in einer Hauptrolle

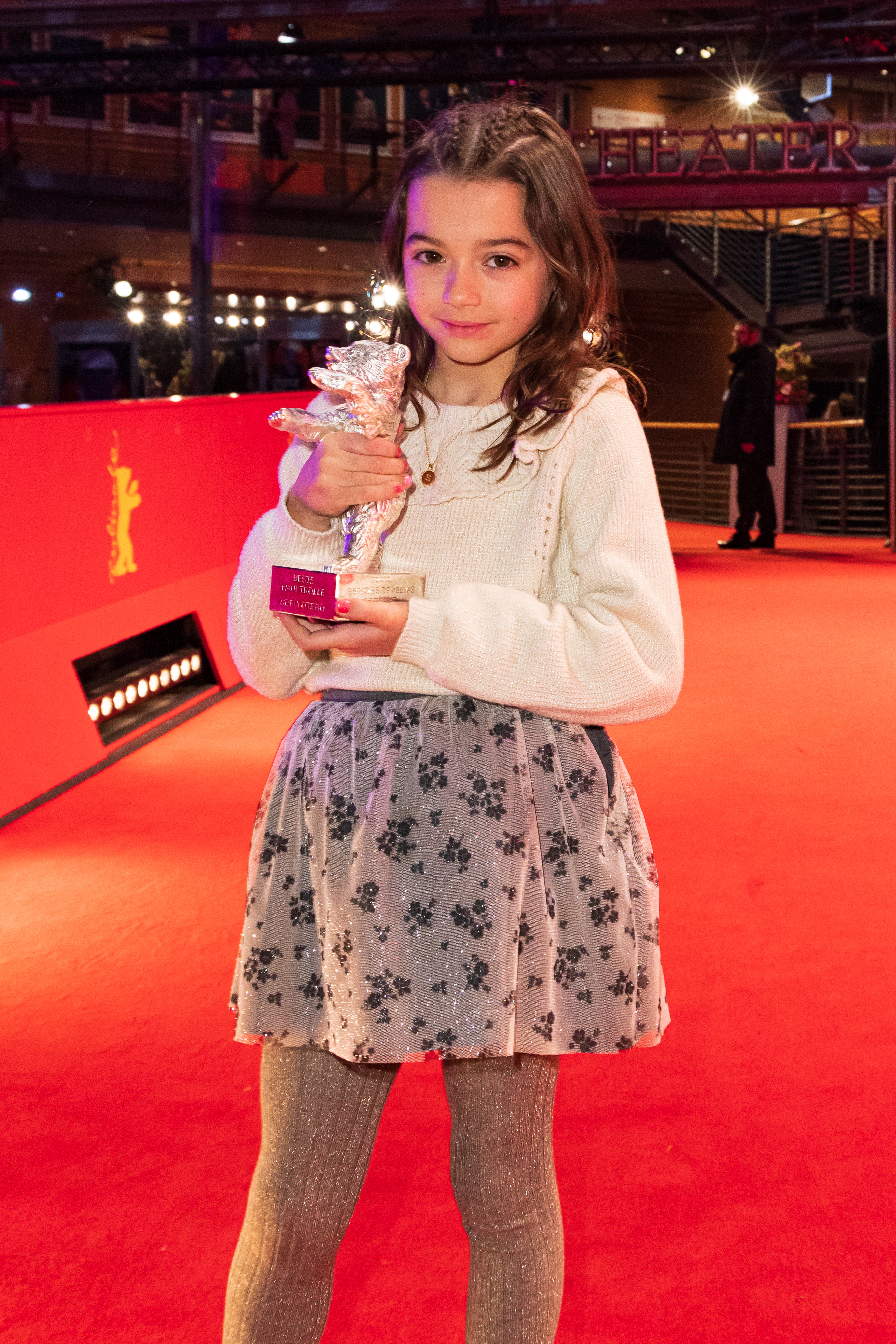
Preisträgerin 2023: Sofía Otero (20.000 Arten von Bienen)

Der Silberne Bär für die Beste Schauspielerische Leistung in einer Hauptrolle honoriert bei den jährlich veranstalteten Filmfestspielen von Berlin die Leistung einer Hauptdarstellerin oder eines Hauptdarstellers in einem Wettbewerbsfilm (Spielfilm).

## Geschichte
Die genderneutrale Auszeichnung wurde erstmals bei der 71. Auflage des Festivals im Jahr 2021 verliehen. Sie ersetzte gemeinsam mit dem Preis für die beste schauspielerische Leistung in einer Nebenrolle die seit 1956 vergebenen Silbernen Bären für die beste Darstellerin und den besten Darsteller. Über die Vergabe der Auszeichnung stimmt die Wettbewerbsjury ab, die sich meist aus internationalen Filmschaffenden zusammensetzt.
Der Verein ProQuote Film kritisierte seinerzeit die geschlechtsneutralen Preise bei Einführung als „Feigenblatt für Innovation“ und dass die Berlinale von Gendergerechtigkeit weit entfernt sei. Im Wettbewerb des Festivals würden viel mehr Filme von Männern als von Frauen laufen. Mit Sebastian Stan, der 2024 mit dem Hauptrollen-Preis ausgezeichnet wurde, konnte erstmals ein Mann einen der beiden gendereutralen Preise gewinnen.

## Preisträger
| Jahr | Preisträgerin  | Originaltitel                      | Deutscher Titel                    |
| ---- | -------------- | ---------------------------------- | ---------------------------------- |
| 2021 | Maren Eggert   | Ich bin dein Mensch                | Ich bin dein Mensch                |
| 2022 | Meltem Kaptan  | Rabiye Kurnaz gegen George W. Bush | Rabiye Kurnaz gegen George W. Bush |
| 2023 | Sofía Otero    | 20.000 especies de abejas          | 20.000 Arten von Bienen            |
| 2024 | Sebastian Stan | A Different Man                    | k. A.                              |
| 2025 | Rose Byrne     | If I Had Legs I'd Kick You         | k. A.                              |